# The Diamond Master (pel·lícula de 1914)
The Diamond Master és una pel·lícula muda de l'Éclair America protagonitzada per Belle Adair, Alec B. Francis i Edward Roseman. La pel·lícula, de tres bobines està basada en la novel·la homónima de Jacques Futrelle apareguda originalment al Saturday Evening Post. Es va estrenar el 4 de març de 1914.

## Argument
Després de molts anys, un químic aconsegueix fer un diamant perfecte a partir de la pols però té un col·lapse de l’alegria i mor. La filla d’aquest, Dorris, en descobrir-lo, jura que el mon pagarà per aquesta pèrdua i de moment amaga el secret del seu pare. Quinze anys més tard, la seva filla i el seu enamorat, Wynne, fabriquen diversos diamants. Ell va a la ciutat i es comunica amb Dorris a través de coloms missatgers per tal que ningú sàpiga on viu. Han enviat a totes les joieries de Nova York un paquet amb una mostra dels seus diamants. La principal joieria de Nova York, “Biffany & Company“ convoca els altres joiers a una reunió on es llegeix una carta de Wynne on demana una reunió secreta i diu que els diamants entregats són un regal. Els joiers contracten el famós detectiu Burns per tal que aconsegueixi localitzar el jove. L'endemà té lloc la reunió i Wynne els ofereix de destruir els diamants i la màquina a canvi de cinc milions de dòlars. En cas contrari, amenaça d’inundar el mercat amb diamants barats.
La noia també és a Nova York mentre que el seu avi s’ha quedat a casa per vigilar la màquina. Un dia, un lladre, "Red" Haney, entra a la casa per robar la caixa forta i mata el vell en la baralla. La policia atrapa el lladre i descobreix el laboratori per lo que “Biffany & Company “ reconeix que és millor arribar a un acord.

## Repartiment
- Belle Adair (Dorris de gran)
- Alec B. Francis (Wynne)
- Helen Marten
- Edward Roseman (Burns)
- J. Gunnis Davis (expert en diamants)